# Jepsonia heterandra
Jepsonia heterandra är en stenbräckeväxtart som beskrevs av Alice Eastwood. Jepsonia heterandra ingår i släktet Jepsonia och familjen stenbräckeväxter. Inga underarter finns listade i Catalogue of Life.